# Blagoi Popow

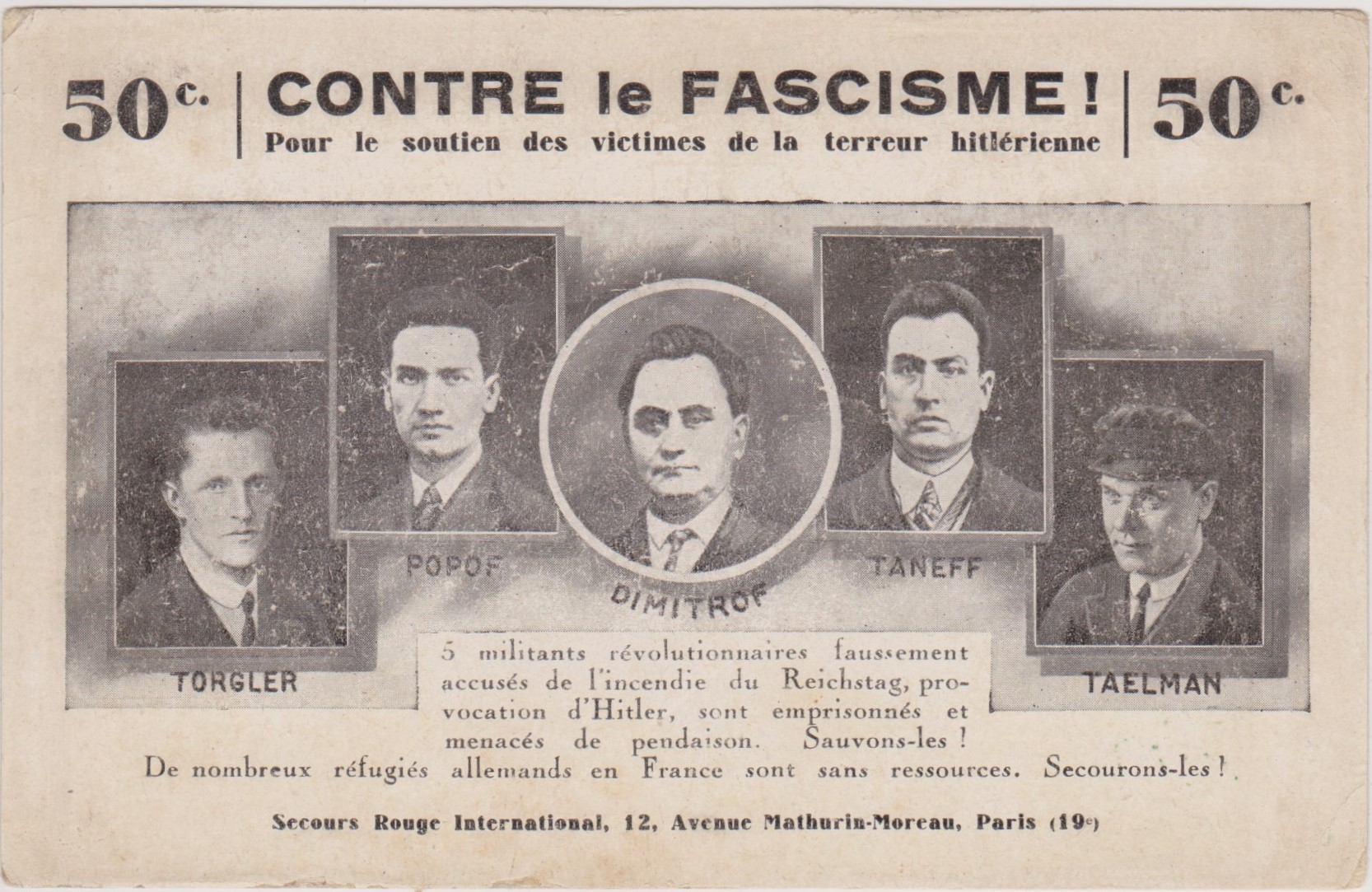
Aufruf der Internationalen Roten Hilfe zur Unterstützung der fünf Angeklagten im Reichstagsbrandprozess

Blagoi Simeonow Popow (bulgarisch Благой Симеонов Попов, deutsch-veraltet Blagoi Popoff; * 28. November 1902 in Dren, Gemeinde Radomir, Oblast Pernik, Bulgarien; † 28. September 1968 in Warna) war ein bulgarischer Kommunist. Er wurde bekannt als einer der fünf Angeklagten im Reichstagsbrandprozess von 1933.

## Leben und Wirken
Popow war der Sohn eines Dorflehrers. Er besuchte die Realschule und trat in die Kommunistische Jugend, später in die Bulgarische Kommunistische Partei ein. Im Oktober 1924, nach dem Septemberaufstand 1923, emigrierte Popow nach Jugoslawien und ging dann nach Moskau, von wo er erst Ende 1930 nach Bulgarien zurückkehrte. 1932 floh er nach Deutschland.
Wenige Tage nach dem Reichstagsbrand vom Februar 1933 wurde Popow am 9. März 1933 in Berlin aufgrund von angeblichen polizeilichen Hinweisen verhaftet. Im Anschluss an die Voruntersuchung durch die Gestapo wurde Popow im sogenannten Reichstagsbrandprozess zusammen mit dem im Reichstag angetroffenen Niederländer Marinus van der Lubbe sowie seinen beiden bulgarischen Landsleuten Georgi Dimitrow und Wassil Tanew und dem deutschen KPD-Politiker Ernst Torgler vor dem Reichsgericht in Leipzig angeklagt, den Anschlag auf das Reichstagsgebäude durchgeführt beziehungsweise vorbereitet zu haben. Die Verteidigung von Popow und den anderen beiden Bulgaren übernahm der Rechtsanwalt Paul Teichert. Die Aufmerksamkeit der Öffentlichkeit galt vor allem van der Lubbe, dem Vorsitzenden der KPD-Reichstagsfraktion Torgler sowie dem rhetorisch brillant auftretenden Dimitrow. Am Ende des Prozesses wurden Dimitrow, Popow, Tanew und Torgler am 23. Dezember freigesprochen, während van der Lubbe zum Tode verurteilt und hingerichtet wurde. Trotz des Freispruchs wurden Popow und die drei übrigen Freigesprochenen nicht auf freien Fuß gesetzt, sondern zunächst in Schutzhaft gehalten. Die Motive für diese Maßnahme werden in der Literatur kontrovers diskutiert.
Im Frühjahr 1934 bekamen Popow, Tanew und Dimitrow von Josef Stalin die sowjetische Staatsbürgerschaft verliehen. Daraufhin wurden sie zunächst nach Königsberg und von dort nach Moskau ausgeflogen. In der Sowjetunion galt Popow wie die anderen beiden zunächst als Held, wurde jedoch im Oktober 1937 im Zuge der stalinistischen Säuberungen verhaftet und verbrachte über 17 Jahre in sowjetischen Gefängnissen und Straflagern. 1940 fragte Dimitrow an, ob Popow nicht freigelassen werden könnte – der NKWD-Funktionär Wiktor Abakumow lehnte das jedoch ab.
1954 entlassen und rehabilitiert, kehrte Popow nach Bulgarien zurück und war von 1956 bis 1959 Erster Botschaftsrat der Botschaft der Volksrepublik Bulgarien in der DDR. Im August 1968, einen Monat vor seinem Tod, vollendete er seine Memoiren über seine Haftzeit in der Sowjetunion, die jedoch in seiner Heimat bis 1991 nicht erscheinen durften und zunächst 1981 von bulgarischen Emigranten in Paris herausgegeben wurden.

## Werke
- Za da ne se povtori nikoga veče (Damit es sich nie mehr wiederholt), Paris 1981.
- Ot procesa v Lajpcig do lagerite v Sibir (Vom Prozess in Leipzig bis zu den Lagern in Sibirien), Sofia 1991.